# Дандас, Дэвид
Сэр Дэвид Дандас (англ. David Dundas; 1735[…], Эдинбург — 18 февраля 1820, Кенсингтон и Челси, Большой Лондон) — британский военачальник, полный генерал, главнокомандующий британской армией в 1809—1811 годах. 

## Биография
Родился в 1735 году. Про происхождению шотландец, выходец из «третьего сословия» (в той мере, в какой этот термин применим к Великобритании), сын зажиточного торговца из Эдинбурга Роберта Дандаса и его супруги Маргарет, урождённой Уотсон, чей брат, Дэвид Уотсон служил в армии и имел чин полковника.
Роберт получил образование в Королевской военной академии в Вулидже, кроме того дядя-полковник настоял, чтобы он обучался геодезии и топографии — искусствам, необходимым для создания штабных карт. 
Из Королевской академии Дандас был выпущен 1 марта 1755 года лейтенантом-фейерверкером в Королевскую артиллерию, а оттуда 24 января 1756 года перевёлся в 56-й пехотный полк в звании лейтенанта. В 56-м полку Дандас служил в годы Семилетней войны, принимал участие в осаде французских портов Сен-Мало и Шербур и в битве при Сен-Касте. 21 марта 1759 года Дандас был повышен до капитана и перешёл в 15-й драгунский полк, в составе которого участвовал в битвах при Варбургом (в июле 1760 года), при Клостер-Кампене (в октябре 1760 года) и при Фелинггаузене (в июле 1761 года). Дандас также участвовал во взятии Гаваны в августе 1762 года. 
После окончания Семилетней войны, карьера Дандаса тоже развивалась весьма успешно. Он получил чин майора (1770), подполковника (1775) и, наконец, полковника (1782). В 1777—1782 годах он служил в чине подполковника (затем — полковника) на должности генерал-квартирмейстера в Ирландии. 
В 1780-е годы Дандас прославился как энтузиаст реформы военного образования, подготовки будущих офицеров британской армии и военного дела в Британии вообще. Тем не менее, идеи Дандаса были, до некоторой степени шагом назад: он преуменьшал значение легкой пехоты, с успехом использовавшейся в ходе боевых действий в Северной Америке против восставших 13-ти колоний, а вместо этого настаивал на улучшении знакомства британских офицеров с линейной тактикой в духе императора Фридриха Великого.  
В дальнейшем Дандас снова служил в Ирландии. В 1790 году он был произведён в генерал-майоры, а в 1793 году вошёл в состав британского контингента, осуществлявшего поддержку французских роялистов, осаждённых республиканцами в Тулоне. Эти боевые действия окончились поражением роялистов и британцев. 
В 1794 году Дандас руководил высадкой британских войск на Корсику, которую британцам удалось ненадолго занять и даже провозгласить Корсику независимым от Франции королевством, впрочем, ненадолго.
После личного конфликта с британским адмиралом Худом в том же году, Дандас покинул Корсику и отправился во Фландрию, где сражался с французами под началом герцога Йоркского. В 1794—1795 годах он командовал рядом преимущественно кавалерийских соединений в этой провальной для англичан кампании. В 1795 году генерал-майор Дандас был старшим британским командиром, остававшимся в Бремене с теми, в основном кавалерийскими, подразделениями, которые после поражения не удалось сразу эвакуировать с континента. В итоге, Дандас эвакуировался из Бремена одним из последних, не допустив серьёзного беспорядка в войсках, и за эти заслуги был произведён в генерал-лейтенанты.
В 1799 году Дандас возглавил одну из британских дивизий в ходе столь же провальной Русско-английской высадки в Голландии, участвовал в боях при Ден-Хелдере (27 августа), Зейпе (10 сентября), при Бергене (19 сентября), при Алкмаре (2 октября) и при Кастрикуме (6 октября), и по возвращении на родину, несмотря на полное поражение, был повышен до полного генерала.
В 1803 году генерал стал кавалером Ордена Бани. В дальнейшем он нередко привлекался в качестве члена или председателя трибунала в резонансных делах, например, председательствовал на слушании дела против знаменитого в Британии кавалериста Ле Маршана по обвинению в клевете, и был членом военного трибунала, который осудил генерала Уайтлока за провал экспедиции 1808 года в Буэнос-Айрес. Он также был членом следственной комиссии, сформированной для изучения так называемой Синтрской конвенции, на предмет её незаконности. 
В 1807 году генерал Дандас, которому было около 72 лет, впервые женился — на Шарлотте Де Ланси, дочери генерала Оливера Де Ланси, детей в этом браке не было.
В 1809 году Дандас был назначен  главнокомандующим вооруженными силами Великобритании, и занимал эту должность до 1811 года, в период опалы герцога Йоркского, вызванной скандальными действиями его последней любовницы Мэри Энн Кларк. Занимая эту должность, Дандас не покидал Великобританию. 
Дандас скончался в 1820 году в Королевском госпитале в Челси, губернатором (директором) которого он сам и являлся, и был похоронен на территории госпиталя.
В армии среди солдат Дандас был известен под прозвищем «Старый Штырь» (также может быть переведено, как «Старый Стержень»). Это прозвище, вероятно, суммировало как внешние качества Дандаса — преклонный возраст, высокий рост, худобу и прямую осанку, так и черты его характера — суровость, нарочитую старомодность, приверженность утомительной для солдат прусской линейной тактике. Историками, указывается, впрочем, что Дандас хорошо обучал солдат. 
Один из историков описывал его, как уравновешенного, но осторожного в боевых условиях офицера, тогда как другой дал такую характеристику: «Дандас был высоким, худощавым мужчиной, с суровым взглядом и суховатыми манерами».  Третий исследователь пишет, что «Дандас, возможно, не был таким изящным и изысканным, как некоторые из его современников, но зато он был крепок, как дуб, и совершенно надежен».